# Mazagran
Mazagran (Mazaghran) – miasto w Algierii, od którego pochodzi nazwa napoju alkoholowo-kawowego mazagran.